# План «Фелікс»
Операція «Фелікс» (нім. Unternehmen Felix) — план операції німецьких військ із захоплення Гібралтару в 1940 році (скасований).